# Pamětní medaile 50. výročí 26. července
Pamětní medaile 50. výročí 26. července (španělsky: Medalla Conmemorativa 50 Aniversario del 26 de Julio) je pamětní medaile Kubánské republiky. Vytvořena byla na památku 50 let od útoku na kasárna Moncada, kterým započala kubánská revoluce.

## Historie a pravidla udílení
Medaile byla založena Státní radou Kuby vyhláškou č. 3604 dne 25. července 2003 na paměť počátku kubánské revoluce. Útok na kasárna Moncada proběhl 26. července 1953. Udělena byla přeživším účastníkům tohoto útoku a také některým revolucionářům z lodi Granma. Udělena byla za jejich hrdinské činy a jako spravedlivé uznání jejich odvahy, nezištnosti a vlastenectví.
Tuto medaili, jako jedno z mála kubánských vyznamenání, přijal i Fidel Castro.

## Popis medaile
Stuha je tvořena dvěma stejně širokými pruhy v barvách červené a černé.